# Стерильність (розмноження)
Стерильність, неродючість (від лат. Sterilis — безплідний), нездатність статевозрілої особини до статевого розмноження.
У широкому сенсі стерильність — те ж, що безпліддя, проте в ботаніці і рослинництві зазвичай вживають термін «стерильність», а у відношенні людини і тварин — термін «безпліддя».
Стерильність може виникнути внаслідок порушень мейозу і формування статевих клітин (гамет), в результаті придушення статевого процесу або загибелі запліднених яйцеклітин (зигот), а також через неправильний розвиток статевих органів. Стерильність може викликати як спадковими (генетичними), так і зовнішніми чинниками, а також штучно — шляхом статевої стерилізації.
У рослин при цитоплазматичній чоловічій стерильності дію певних цитоплазматичних генів викликає недорозвинення пилку. Використання таких рослин у спеціальних схрещуваннях дозволяє підвищувати продуктивність гібридів у сільськогосподарських культур (наприклад, кукурудзи; див. Гетерозис). У однодомних покритонасінних рослин відомі випадки само-або автостерільності, використовуючи яку запобігають самозапиленню, що приводить до виродження сільськогосподарських культур.
У міжвидових та віддалених гібридів зустрічається так звана гібридна стерильність. У них внаслідок несумісності геномів або ядра і цитоплазми батьківських гамет може статися загибель зиготи. Іноді у життєздатних гібридів через відмінності в числі і будові батьківських хромосом порушується мейоз і виникають статеві клітини зі зміненим числом хромосом, що дають нежиттєздатні зиготи. Для отримання цінних гібридів рослин і тварин розробляються методи, що дозволяють подолати цей вид стерильності. Як форма репродуктивної ізоляції в природі гібридна стерильність має велике еволюційне значення.
У медицині та мікробіології стерильністю називається також відсутність у середовищі, організмі або будь-якому матеріалі живих мікроорганізмів або їх спор.